# Bursitis praepatellaris
Bursitis praepatellaris is een aandoening waarbij de slijmbeurs van de knieschijf (patella) ontstoken is. Als steriele ontsteking ontstaat bursitis praepatellaris door chronische irritatie of door trauma. 
Een infectieuze bursitis ontstaat als bacteriën (meestal stafylokokken, vaak penicillinasevormend) uit de direct daarboven gelegen huid de slijmbeurs weten binnen te komen.